# Бичинашвили, Хвича
Хвича Бичинашвили (груз. ხვიჩა ბიჩინაშვილი, род.28 января 1974) — грузинский и азербайджанский борец греко-римского стиля, призёр чемпионатов Европы.

## Биография
Родился в 1974 году в селе Сартичала. В 1993 году выиграл первенство мира среди юниоров, а в 1994 году стал бронзовым призёром первенства Европы среди юниоров.
Выступая за Грузию среди взрослых, в 1998 году стал серебряным призёром чемпионата Европы, а также выиграл чемпионат мира среди студентов.
С 2000 года выступает за Азербайджан. Принимал участие в Олимпийских играх в Сиднее, но занял там лишь 16-е место.